# Igreja e Torre de Manhente
A Igreja e Torre de Manhente, também designados por Mosteiro de São Martinho de Manhente ou Mosteiro de Manhente, ou ainda Castelo de Manhente, localizam-se na atual freguesia de Manhente, município de Barcelos, distrito de Braga, em Portugal.
Encontram-se classificados como Monumento Nacional pelo Decreto nº 2166, de 24 de dezembro de 1915.

## História
Constituiu-se em um convento de modestas proporções, cuja data de fundação poderá remontar até à primeira metade do século X, e do qual restam apenas, em nossos dias, a chamada Torre de Manhente e a Igreja Matriz de Manhente.
O mosteiro foi fundado por D. Pedro Afonso Dorraes e sua esposa D. Gotinha Oeris, tendo passado depois à sua filha D. Teresa Pires casada que foi com D. Ramiro Aires, Nobre e Rico-homem do Condado Portucalense e um dos primeiros a usar o nome de família Carpinteiros.

## Características
O templo tem feições românicas, é de arquitectura religiosa, gótica e barroca. A antiga igreja monacal românica é constitída por uma planta longitudinal, com nave única, capela-mor e adossada lateralmente, estreita sineira e sacristia. A igreja também apresenta fachada principal em empena, rasgada por portal românico, de quatro arquivoltas decoradas, com temas característicos do românico da bacia do Cávado e de Braga, tais como folhas lanceoladas, motivos entrelaçados, rosetas, axadrezado com rolos, quadrifólios, dentes de serra e óvalos. As arquivoltas apoiam-se em impostas decoradas com corações invertidos, que se prolongam pela fachada. Este tipo de decoração é semelhante ao usado no portal da igreja do Mosteiro de Santa Maria das Júnias. As três arquivoltas interiores apoiam-se igualmente em colunas com bases decoradas e capitéis semelhantes aos do Mosteiro de Ermelo, em Ansiães, decorados por colchetes, folhas lanceoladas, motivo vegetal, acantos e entrelaçados.

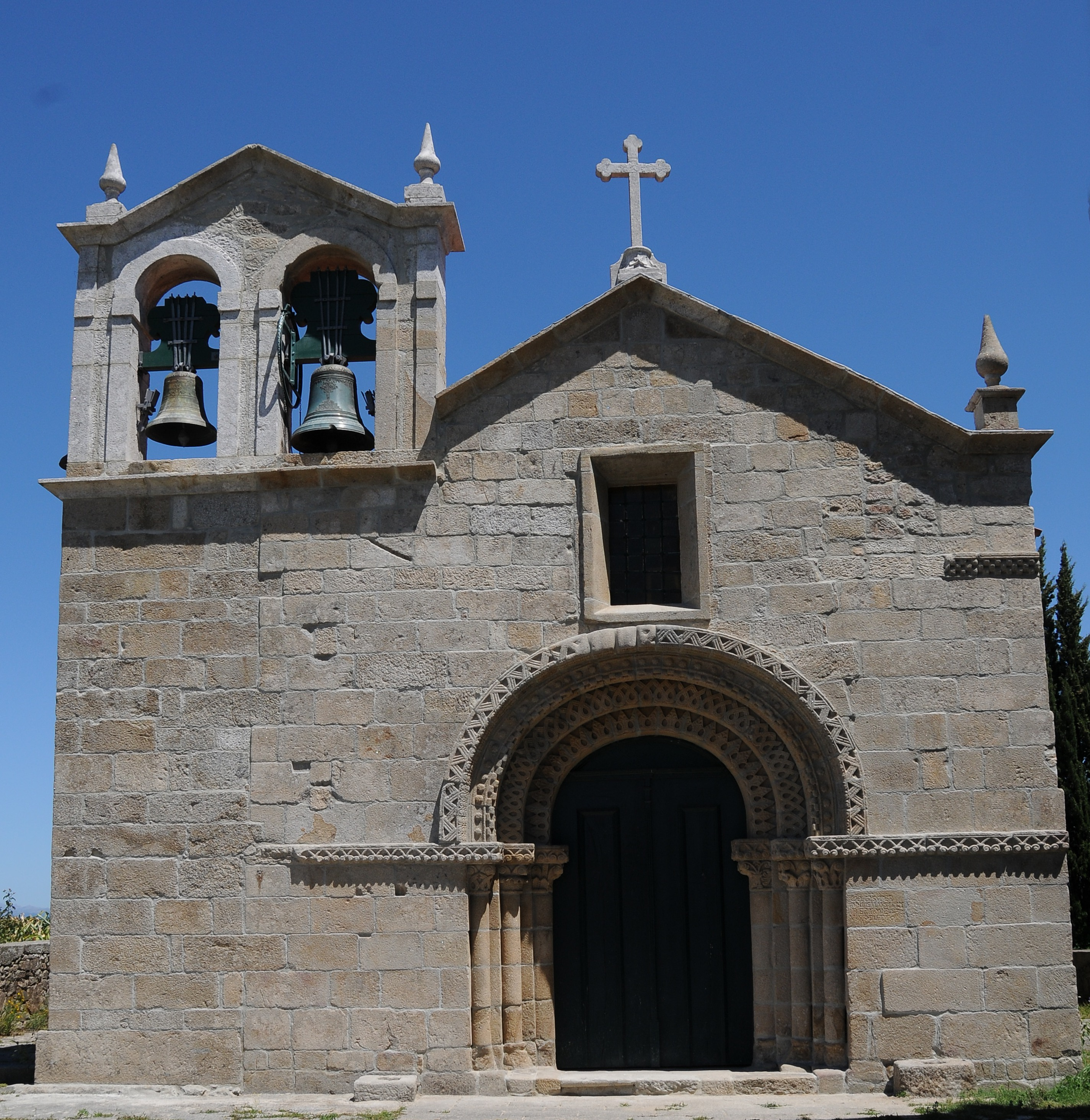
Igreja de Manhete, Barcelos.

Na parede lateral e posterior da capela-mor existem três silhares com motivos pré-românicos, tais como círculos com pentalfas e motivos florais, reaproveitados da construção primitiva. Sineira barroca, contemporânea da grande remodelação decorativa da igreja. Fachada lateral S. com grande arcossólio em arco quebrado, de feição gótica. Torre de dois registos, com portais em arco quebrado e pleno, janelas em arco pleno e remate em merlões piramidais com seteiras.
Adossada à torre encontra-se uma estrutura arruinada com portais góticos, em arco quebrado com chanfro, provávelmente construídos ou reconstruídos no séc. 14, na medida em que o arco da porta o denota reaproveitamento de pedras mais antigas, ainda com uma cruz pátea, e com adulelas que pela sua morfologia pertenceriam a um arco ultrapassado moçárabe, que poderá datar do séc. 10 ou 11 (BARROCA, 2003). A profundidade destas aduelas, pode ser comparada às adulelas do arco triunfal da Capela de San Miguel de Celanova, em Espanha, com excepção de que este último apresenta alfiz, e em Manhente não existe qualquer registo ou indício que este arco também o teria (BARROCA, 2003).
A igreja possui duas inscrições, uma alusiva ao arquitecto da construção original românica, com a data de provável início de construção e outra com a data da provável conclusão das obras. O portal de Manhente é um dos primeiros exemplos românicos de arquivoltas decoradas (ALMEIDA, 1978). As colunas do portal principal são de altura mais reduzida do que é habitual, ficando os capitéis a meia altura em relação à porta, tornando impossível colocar um tímpano ou uma bandeira, como normalmente acontece. Do primitivo mosteiro, extinto no séc. 15, conserva-se uma torre defensiva, semelhante às encontradas na arquitectura residencial, designadas por casa-torre.
Uma inscrição epigráfica de 1117 refere que o mestre de obras teria sido "Gundisalvus magister" (Mestre Gonçalo). Do ponto de vista artístico destaca-se o portal constituído por três arcos de volta perfeita decorados com formas geométricas.
A torre tem planta quadrangular, e terá servido de atalaia defensiva. Deste complexo também subsiste umas ruínas a ela adossadas, que estariam provávelmente relacionadas com o complexo.